# Aeroportul Internațional Durban
Aeroportul Internațional Durban (IATA: DUR, ICAO: FADN) este un aeroport din Provincia KwaZulu-Natal, Africa de Sud ce deservește zona Durban. A fost deschis în 1951 și numit după zona deservită.
Situat la o altitudine de 9 m, aeroportul dispune de 1 pistă. Este operat de South African Air Force⁠(d).

## Infrastructură

### Piste
Aeroportul dispune de o singură pistă. Pista 06/24 are suprafața de asfalt și dimensiunile 2.439 m × 45 m. 